# Hilbert van der Duim
Hilbert van der Duim, né le 4 août 1957 à Beetsterzwaag, est un patineur de vitesse néerlandais.

## Biographie
Hilbert van der Duim se révèle en 1980 lorsqu'il remporte le Championnat du monde toutes épreuves à Heerenveen devant Eric Heiden. Il regagne ce titre en 1982. Il s'impose sur deux Championnats d'Europe toutes épreuves en 1983 et 1984.
Il a également participé à deux éditions des Jeux olympiques, en 1980 à Lake Placid et en 1984 à Sarajevo avec comme meilleur résultat une quatrième place sur 5 000 mètres en 1980 .

## Palmarès
| Compétition                               | Or                                 | Argent | Bronze    |
| Championnats du monde toutes épreuves     | 1980 1982                          |        | 1984 1985 |
| Championnats du monde de sprint           |                                    |        | 1983      |
| Championnats d'Europe toutes épreuves     | 1983 1984                          | 1981   | 1982      |
| Championnats des Pays-Bas toutes épreuves | 1978 1980 1981 1982 1983 1984 1985 | 1978   |           |
| Championnats des Pays-Bas de sprint       |                                    |        | 1983 1985 |

## Records personnels
| Distance      | Temps          | Année |
| ------------- | -------------- | ----- |
| 500 mètres    | 37 s 7         | 1982  |
| 1 000 mètres  | 1 min 15 s 80  | 1981  |
| 1 500 mètres  | 1 min 57 s 57  | 1985  |
| 5 000 mètres  | 6 min 59 s 73  | 1982  |
| 10 000 mètres | 14 min 27 s 81 | 1982  |